# 斯泰布內
49°1′6″N 30°58′7″E / 49.01833°N 30.96861°E
斯泰布內（羅馬化：Stebne）是位於烏克蘭中部的村莊，由切爾卡瑟州茲韋尼霍羅德卡區的茲韋尼霍羅德卡市鎮負責管轄。該村處於格尼洛伊季基奇河畔，始建於1633年，面積39.13平方公里，海拔高度154米，2001年人口1,485。